# LG Velvet
LG Velvet — Android-фаблет виробництва LG Electronics, анонсований у травні 2020 року як ребрендинг для серії LG G. Частина апаратного забезпечення пристрою спільна з флагманським V60 ThinQ, з тим же дисплеєм, але меншою батареєю та іншими камерами. 5 квітня 2021 року LG оголосила, що закриває свій підрозділ мобільних телефонів і припиняє виробництво всіх інших пристроїв. LG зазначила, що телефон буде доступний, поки наявні запаси не закінчаться.

## Характеристики смартфону

### Зовнішній вигляд
Velvet використовує анодовану алюмінієву раму та вигнуте скло Gorilla Glass як спереду, так і ззаду, з рейтингом захисту від води та пилу IP68. Унікальна вертикально орієнтована камера знаходиться на задній панелі. Замість розміщення в масиві кожна камера має окремий об’єктив, використовуючи «ефект дощу». Верхній датчик трохи виступає, а інші датчики та світлодіодний спалах розташовані врівень із задньою панеллю.
Модель 4G доступна в чорному та Aurora Silver; Модель 5G доступна в кольорах Aurora White, Aurora Green, Aurora Grey і Illusion Sunset. Синій, червоний та рожевий ексклюзивні покриття були додані пізніше для SK Telecom, KT та LG U+ відповідно. Модель Verizon 5G UW доступна лише в кольорі Aurora Red.

### Апаратне забезпечення
Модель 4G використовує Qualcomm Snapdragon 845 і Adreno 630, а модель 5G використовує Snapdragon 765G і Adreno 620. Модель T-Mobile 5G використовує MediaTek Dimensity 1000C і Mali-G57 MC5. Єдиний варіант зберігання — 128 ГБ UFS 2.1 у поєднанні з 6 або 8 ГБ оперативної пам’яті LPDDR4X. Розширення карти MicroSD підтримується за допомогою гібридного слота для двох SIM-карт, до 1 ТБ з одною або двома SIM-картами.
На дисплеї використовується вигнута P-OLED панель діагоналлю 6,8 дюйма (170 мм) 1080p із співвідношенням сторін 41:18 і підтримкою аксесуара LG DualScreen. Він підтримує активне введення пера Wacom AES, але перо не входить до комплектації смартфону, і немає вбудованого сховища для нього. Для біометричних даних, як у V60, використовуються підекранний оптичний сканер відбитків пальців і розпізнавання обличчя. Ємність акумулятора становить 4300 мА·год, і його можна заряджати через USB-C до 15 Вт (4G)/25 Вт (5G) або бездротовим способом через Qi до 9 Вт. На задній панелі використовується потрійна камера, він складається з широкутного датчика на 48 Мп, надширококутного датчика на 8 Мп і макросенсора на 5 Мп. Фронтальна камера використовує сенсор на 16 Мп і розташована в невеликому вирізі у верхній частині дисплея.

### Програмне забезпечення
Velvet постачається з Android 10 і використовує оболонку LG UX 9. Після того як LG заявила про завершення виробництва смартфонів, пообіцяла випустити Android 13 для LG Velvet. Телефон вігурував у різних списках телефонів які отримають оновлення, Android 11 вийшов на 5G версію Velvet 1 лютого 2021 року.

## Скасований наступник Velvet 2 Pro
Оновлена версія під назвою Velvet 2 Pro просочилася в ЗМІ. Його зовнішні зміни, схоже, обмежуються сенсорними кнопками для регулювання гучності та живлення. Через припинення телефонного підрозділу LG телефон, як повідомляється, буде продаватися лише корейським співробітникам LG за різко зниженою ціною, при умові що телефон буде без оновлення і з забороною перепродажі.